# Mosverfdrupje
Het mosverfdrupje (Oxycera morrisii) is een vliegensoort uit de familie van de wapenvliegen (Stratiomyidae). De wetenschappelijke naam van de soort is voor het eerst geldig gepubliceerd in 1833 door Curtis.
Het mosverfdrupje is een relatief kleine wapenvlieg, en de imago's worden tussen de 4 en 4,5 mm groot. De soort is in Nederland zeer zeldzaam en kwam aanvankelijk enkel voor in Zuid-Limburg en de duinen, maar wordt de laatste jaren ook op verschillende plekken landinwaarts in midden en zuid Nederland gezien. 
Over de levenswijze van het mosverfdrupje is nog niet zo heel veel bekend, mogelijk leven de larve in het mos langs bronnen met stromend water. 